# Sitzungsschlüssel
Ein Sitzungsschlüssel (englisch Session Key) ist ein zufällig generierter Schlüssel, der nur ein einziges Mal (für eine einzelne Verbindung, eine E-Mail etc.) verwendet wird (siehe auch Initialisierungsvektor). Er findet insbesondere bei der hybriden Verschlüsselung Anwendung. Dabei wird ein Session Key nach seiner Erzeugung mittels asymmetrischer Verschlüsselungsverfahren gesichert übertragen, während die eigentlichen Nutzdaten mithilfe des Session Keys symmetrisch verschlüsselt übertragen werden.
Bei in der Praxis verwendeten Protokollen ist es üblich, Sitzungsschlüssel regelmäßig neu auszuhandeln, damit ein kompromittierter Session Key nicht die Entzifferung des Datenverkehrs des jeweiligen Kanals über längere Zeiträume ermöglicht.
In der klassischen Kryptographie, beispielsweise bei den während der Zeit des Zweiten Weltkriegs eingesetzten Rotor-Chiffriermaschinen, wurden diese individuell gewählten Schlüssel als „Spruchschlüssel“ bezeichnet.
Ein Key encapsulation mechanism ist eine dem aktuellen Stand der Technik entsprechende Methode zur Erzeugung und Übermittlung von Sitzungsschlüsseln.